# نیکو ولاد
نیکو ولاد (انگلیسی: Nicu Vlad؛ زادهٔ ۱ نوامبر ۱۹۶۳) وزنه‌بردار اهل رومانی بود.
وی در مسابقات کشوری و بین‌المللی در مجموع برندهٔ ۷ مدال طلا، ۸ مدال نقره، ۲ مدال برنز شده‌است.